# Stazione di Ōgawara
La stazione di Ōgawara (大河原駅?, Ōgawara-eki) è una stazione ferroviaria situata della cittadina di Ōgawara, nella prefettura di Miyagi, in Giappone, ed è servita dalla linea principale Tōhoku regionale della JR East.

## Servizi ferroviari
East Japan Railway Company
■ Linea principale Tōhoku (servizi regionali)

## Struttura
La stazione è dotata di un marciapiede a isola e uno laterale con tre binari passanti in superficie, collegati da un sovrappassaggio. Supporta la bigliettazione elettronica Suica. È presente una biglietteria a sportello aperta dalle 6:30 alle 20:55 (tranne nelle fasce orarie 11:00 - 12:20 e 14:05 - 14:40).
| 1 | ■ Linea principale Tōhoku | per Iwanuma, Natori e Sendai            |
| 2 | ■ Linea principale Tōhoku | treni aventi origine da questa stazione |
| 3 | ■ Linea principale Tōhoku | per Fukushima, Kōriyama e Kuroiso       |
| 3 | ■ Linea principale Tōhoku | per Iwanuma, Natori e Sendai            |

## Stazioni adiacenti
| «                       | Servizio                | »                       |
| Linea principale Tōhoku | Linea principale Tōhoku | Linea principale Tōhoku |
| ----------------------- | ----------------------- | ----------------------- |
| Kita-Shirakawa          | Locale                  | Funaoka                 |
| Shiroishi               | Sendai City Rapid       | Funaoka                 |